# Thraupis glaucocolpa
Thraupis glaucocolpa е вид птица от семейство Тангарови (Thraupidae).

## Разпространение
Видът е разпространен във Венецуела и Колумбия.